# Vůz ARmpee832 ČD
Vozy ARmpee832, číslované v intervalu 61 54 85-71, jsou řadou osobních vozů první třídy s barovým oddílem z vozového parku Českých drah. Všechny tyto vozy (001–006) vznikly v letech 2009–2010 modernizací pěti vozů řady BRm830 a jednoho vozu řady BRcm831 v ŽOS Vrútky.

## Vznik řady
První návrh na modernizaci pěti starších bistro vozů BRm830 a jednoho bistro vozu s oddíly s lehátky BRcm831 byl oznámen již v roce 2006, ale výběrové řízení bylo vypsáno až v září 2008. Celková cena zakázky měla být 200 milionů Kč, čili přibližně 33 milionů Kč za vůz, a všech šest vozů mělo být dodáno do 12 měsíců od podpisu smlouvy. V únoru 2009 bylo výběrové řízení uzavřeno. Do výběrového řízení se přihlásily dvě firmy, a tak o vítězi rozhodla nižší cena. Tu nabídla společnost ŽOS Vrútky, konkrétně 205 milionů Kč. Cena rekonstrukce jednoho vozu se zvýšila přibližně o jeden milion Kč na 34 milionů Kč.
Prototypový vůz byl veřejnosti představen na Mezinárodním strojírenském veletrhu 2009 v Brně. Vůz měl při představení označení „BRm/ARmpee61 51 54 85-40 000-3“, sedačky v oddíle první třídy byly potaženy tmavě červenou látkou a sedačky v bistro oddíle modrou. V provozu s cestujícími se vůz s těmito odlišnostmi nikdy neobjevil.

## Technické informace
Jsou to klimatizované vozy typu UIC-Z o délce 26 400 mm s nejvyšší povolenou rychlostí 160 km/h. Vozy jsou vybaveny podvozky typu GP 200 S 25. Brzdová soustava je tvořena kotoučovou brzdou DAKO s dvěma kotouči na každé nápravě a elektromagnetickou kolejnicovou brzdou pro nouzové brzdění z vysokých rychlostí.
Vozy mají dva páry jednokřídlých předsuvných nástupních dveří. Mezivozové přechodové dveře jsou poloautomatické dvoukřídlé, posuvné do stran. Vnitřní oddílové dveře jsou poloutomatické jednokřídlé, posuvné do stran. Všechny dveře jsou ovládané tlačítky. Přibližně polovina oken těchto vozů je pevných, neotvíratelných, zbylá okna jsou výklopná v horní pětině.
Vozy jsou půdorysně děleny na nástupní prostor s elektrickým rozvaděčem a WC pro cestující. Následuje velkoprostorový oddíl první třídy se čtyřmi fiktivními oddíly. Sedačky jsou umístěny proti sobě, a jsou mezi nimi umístěny rozkládací stolky. Jejich příčné uspořádání je 2+1. Celkem je pro cestující první třídy k dispozici 22 polohovatelných sedadel. Cestujícím jsou k dispozici i zásuvky 230 V. Po oddíle první třídy následuje bistro oddíl, ve kterém jsou na jedné straně dva čtyřmístné boxy a na druhé pult se šesti barovými stoličkami, čili celkem 14 míst k sezení. Za bistro oddílem se nachází kuchyňka, kolem které je podélná chodba. Na konci vozu je druhý nástupní prostor s WC pro obsluhu vozu. Všechny místa k sezení jsou potaženy světle hnědou látkou s kolečky. Potahy sedaček byly později v některých vozech vyměněny za novější černé potahy Aufeer Design. Interiér je proveden podle návrhu designového studia Najbrt.
Do vozů byl při rekonstrukci dosazen centrální zdroj energie pro napájení elektrických zařízení, například osvětlení. Provozní osvětlení je zářivkové, nouzové žárovkové. Vozy jsou vybaveny teplovzdušným topením a klimatizací. Klimatizace byla vyrobena firmou Liebherr. Vozy jsou určeny pro provoz ve středoevropském podnebí s teplotami od −25 °C do +40 °C, nadmořskou výškou do 1 400 m n. m a relativní vlhkostí do 75 %.
Vozy mají bílý lak s tmavě modrým pruhem pod okny po celé délce a se žlutým pruhem nad okny oddílu první třídy. Nátěr je proveden dle první verze designu od studia Najbrt.

## Modernizace
V roce 2012 byly vozy č. 002, 003 a 004 vybrány pro provoz na vlacích D1 Express, které České dráhy provozovaly na začátku rekonstrukce dálnice D1. Do vozů byly dosazeny přístupové body standardu Wi-Fi pro přístup cestujících k internetu. Zároveň byly do vozů doplněny i některé prvky, např. podhlavníky s logy projektu.

## Provoz
Vozy jsou v jízdním řádu 2023/2024 nasazovány na vlaky EuroCity linky Ex1 Praha - Ostrava - Przemysl / Warszawa, případně mimořádně zaskakují za plnohodnotné jídelní vozy na různých relacích.